# World of Padman
World of Padman (abbr. WoP) è un videogioco sparatutto in prima persona del tipo massively multiplayer online, pubblicato nel 2007 come software libero.

## Modalità di gioco
WoP presenta una grafica in stile cartonato, con bizzarri personaggi personalizzabili che interagiscono nelle diverse mappe del gioco, in varie ambientazioni domestiche ricche di dettagli, disegnate con il software GtkRadiant.
Il gioco viene distribuito con un eseguibile dedicati, rispettivamente client e server. Supporta bot con diversi livelli di intelligenza Artificiale e varie modalità multiplayer che sono: Spray Your Color, Big Balloon e Last Pad Standing. Non è presente invece la modalità Capture the flag di Q3A.
Sebbene sia prevista una modalità singolo giocatore nel menu principale del gioco, ad oggi essa non è effettivamente implementata.
Tutti i personaggi possono avere più varianti.

## Sviluppo
Il progetto è nato dall'idea del fumettista Andreas ENTE Endres, che realizzò le prime mappe nel 2000, basandosi sul personaggio del fumetto da lui creato, Padman, apparso in quegli anni sul magazine PSX per console PlayStation.
Una prima versione venne pubblicata nel 2004 con il nome Padmod, come mod di Quake III Arena. Dopo il rilascio del codice sorgente di Q3A con licenza GPL, il gioco è stato sviluppato stand-alone sul motore ioquake3.